# Gryts socken, Östergötland
Gryts socken i Östergötland ingick i Hammarkinds härad, ingår sedan 1971 i Valdemarsviks kommun och motsvarar från 2016 Gryts distrikt.
Socknens areal är 180,40 kvadratkilometer, varav 174,90 land. År 2000 fanns här 889 invånare. Kyrkbyn Gryt med sockenkyrkan Gryts kyrka ligger i socknen. 

## Administrativ historik
Gryts socken har medeltida ursprung.
1 januari 1920 (enligt beslut den 31 december 1919) överfördes hemmanen 1/4 mantal Borg nummer 1 och 1 mantal Sandvik nummer 1 till Valdemarsviks köping.
Vid kommunreformen 1862 övergick socknens ansvar för de kyrkliga frågorna till Gryts församling och för de borgerliga frågorna till Gryts landskommun. Landskommunen inkorporerades 1971 i Valdemarsviks kommun. Församlingen uppgick 1 januari 2010 i Valdemarsviks församling.
1 januari 2016 inrättades distriktet Gryt, med samma omfattning som församlingen hade 1999/2000.
Socknen har tillhört samma fögderier och domsagor som Hammarkinds härad, dock före 1895 hörde 22 mantal till Stegeborgs skärgårds tinglag, de så kallade Skärhemmanen: Kråkmarö, Fångö, Kättilö, Norrtorp, Fyrtorp, Snäckevarp, Forshem eller Prästgården, Strömmen, Grytö, Hägerö, Stora Ålö, Bokö, Lilla Ålö, Andrakö, Idö, Lilla Getterö, Stora Getterö, Emtö, Bondekrok, Håskö, Gräsmarö, Harstenö och Karlsö. De indelta båtsmännen tillhörde Östergötlands båtsmanskompani.

## Geografi
Gryts socken ligger öster om Valdemarsvik omfattande halvön mellan Orrfjärden och Valdemarsviken och öar i Gryts skärgård som Harstena. Socknen består av kuperad skogsmark med slättmarker och skärgårdsöar.

## Fornlämningar
Kända från socknen är gravrösen och stensättningar från bronsåldern samt några gravfält från järnåldern.

## Namnet
Namnet (1378 Gryto) kommer från ön där kyrkan anlades. Önamnet Gryta är bildat av gryt, 'stenanhopning, stenig mark'.

### Fotnoter
1. 1 2  Svensk Uppslagsbok andra upplagan 1947–1955: Gryt socken
2. 1 2  Harlén, Hans; Harlén Eivy (2003). Sverige från A till Ö: geografisk-historisk uppslagsbok. Stockholm: Kommentus. Libris 9337075. ISBN 91-7345-139-8
3. ↑   (PDF) Folkräkningen den 31 december 1920, I, Areal och folkmängd inom särskilda förvaltningsområden; Folkmängdens fördelning efter hushåll. Stockholm: Statistiska centralbyrån. 1923. sid. 14. Arkiverad från originalet den 26 oktober 2014. https://www.webcitation.org/6TbpfnsYC?url=http://www.scb.se/Grupp/Hitta_statistik/Historisk_statistik/_Dokument/SOS/Folkrakningen_1920_1.pdf. Läst 26 oktober 2014 Arkiverad 24 september 2015 hämtat från the Wayback Machine.
4. ↑  ”Församlingar”. Statistiska centralbyrån. https://www.scb.se/hitta-statistik/regional-statistik-och-kartor/regionala-indelningar/forsamlingar/. Läst 30 december 2022.
5. ↑  Administrativ historik för Gryt socken (Klicka på församlingsposten). Källa: Nationella arkivdatabasen, Riksarkivet.
6. ↑  Om ÖStergötlands båtsmanskompani
7. 1 2  Sjögren, Otto (1931). Sverige geografisk beskrivning del 2 Östergötlands, Jönköpings, Kronobergs, Kalmar och Gotlands län. Stockholm: Wahlström & Widstrand. Libris 9939
8. 1 2  Nationalencyklopedin
9. ↑  Fornlämningar, Statens historiska museum: Gryts socken, Östergötland
10. ↑  Fornminnesregistret, Riksantikvarieämbetet: Gryts socken, Östergötland Fornminnen i socknen erhålls på kartan genom att skriva in sockennamn (utan "socken") i "Ange geografiskt område"
11. ↑  Mats Wahlberg, red (2003). Svenskt ortnamnslexikon. Uppsala: Institutet för språk och folkminnen. Libris 8998039. ISBN 91-7229-020-X. https://isof.diva-portal.org/smash/get/diva2:1175717/FULLTEXT02.pdf